# Xilithus wangi
Espèce
Xilithus wangi est une espèce d'araignées aranéomorphes de la famille des Phrurolithidae.

## Distribution
Cette espèce est endémique du Sichuan en Chine,. Elle se rencontre dans le xian de Mao.

## Description
Le mâle holotype mesure 3,26 mm et la femelle paratype 4,41 mm.

## Systématique et taxinomie
Cette espèce a été décrite par Mu et Zhang en 2023.

## Étymologie
Cette espèce est nommée en l'honneur de Lu-yu Wang. 

## Publication originale
- Mu & Zhang, 2023 : « Further additions to the guardstone spider fauna from China (Araneae: Phrurolithidae). » Zootaxa, no 5338(1), p. 1-104.